# Italgel
Italgel S.p.A. era un'azienda italiana che operava nel settore alimentare.

## Storia
Le origini della società risalgono al 27 febbraio 1952, quando Giuseppe Tanara, affiancato dal figlio Giovanni, ampliando le attività della bottiglieria di famiglia creata dal nonno Bonfiglio Tanara, fonda a Parma un'azienda per la produzione di gelati, denominata Tanara s.r.l., insieme a esponenti delle famiglie Marchi e Barilla. Nel 1962 inizia l'operatività di Tanara attraverso l'acquisizione di Industria Gelati ed Affini di A. Marchi & C., che porta alla vendita sul mercato nazionale di prodotti a marchio Tanara. Nel giugno 1964 viene inaugurato il nuovo stabilimento di Parma. Acquisita nel 1967 dalla multinazionale statunitense WR Grace, aumenta mediante nuove acquisizioni (tra cui Gelati Cecchi) la sua produzione, tanto che lo stabilimento di Parma si rivela insufficiente a mantenere i ritmi di fabbricazione; a tale problematica si ovvia costruendo un nuovo sito industriale a Benevento, gestito dalla controllata Tanara Sud.
Nel 1975 Tanara viene rilevata al 100% da SME (Gruppo IRI), la quale acquista nello stesso anno anche Alemagna; nel 1976 SME cambia la ragione sociale di Tanara in Italgel. Nel medesimo anno, SME decide di gestire Motta (già controllata dal 1968) e Alemagna sotto un'unica società, la Unidal. Contemporaneamente SME decide di porre il 100% del capitale di Italgel sotto il controllo di Unidal, di cui diventa la divisione del settore gelati dei marchi Motta e Alemagna. L'operazione di fusione delle due celebri aziende dolciarie milanesi si rileva però fallimentare, e già nel 1977 Unidal, a causa delle ingenti perdite di bilancio riportate, viene posta in liquidazione; SME è costretta a dividere i settori di attività dell'azienda in varie società, concentrando le attività dolciarie e da forno dei marchi Motta e Alemagna in una nuova entità, la Sidalm con il relativo stabilimento di Cornaredo (Milano), mentre le attività nel ramo del freddo dei due marchi (Gelati Motta e Gelati Alemagna) vengono conferite in Italgel (ridivenuta autonoma e controllata direttamente da SME) con i relativi siti produttivi di Parma e Ferentino (Frosinone).
Nel 1993 Italgel viene privatizzata tramite un'asta pubblica vinta da Nestlé SA al costo di 437 miliardi di lire: la società diventa quindi Nestlé Italiana S.p.A. Nel 2016 Nestlé decide di scorporare le sue attività internazionali nel comparto gelati in una joint venture con il gruppo inglese R&R denominata Froneri Ltd, società nella quale entrambi i gruppi detengono ciascuno il 50% del  capitale. Nel 2017 Froneri decide di chiudere lo storico stabilimento di Parma per trasferire tutta la produzione dei gelati nell'altro sito produttivo italiano di Ferentino.

## Attività
Italgel era attiva nel campo della produzione e vendita di prodotti alimentari, prevalentemente gelati, pasticceria surgelata e alimenti surgelati.
Nel 1989 aveva un fatturato di 566 miliardi di lire. Nel 1993, ovvero nell'anno dell'avvenuta cessione da parte di SME a Nestlé della società, aveva un fatturato di 740 miliardi di lire e 1.400 dipendenti.
Era proprietaria dei marchi Motta, Alemagna, Antica Gelateria del Corso, Surgela, La Valle degli Orti e del Gruppo Dolciario Italiano.